# Tyśmienica (miasto)
Tyśmienica (ukr. Тисмениця) – miasto na Ukrainie, w obwodzie iwanofrankiwskim, w rejonie iwanofrankiwskim. Liczy 9175 mieszkańców (2020), dla porównania spis powszechny w 2001 zanotował ich 9720.
Siedziba dawnego rejonu tyśmienickiego.

## Historia
Miasto królewskie położone było w XVI wieku w województwie ruskim. 
Po spustoszeniu miasta przez Mołdawian w 1538 r., król Zygmunt Stary uwolnił Tyśmienicę w 1540 r. od podatków na 4 lata. W XVI w. w mieście osiedlili się Ormianie. 
W 1598 r. ówczesny właściciel Jezupola, rotmistrz, przyszły wojewoda bracławski Jakub Potocki otrzymał drogą darowizny od Samuela, Łukasza oraz Mikołaja Sienieńskich, trzech synów zmarłego kasztelana halickiego Jana Sienieńskiego, Tyśmienicę z przyległymi wsiami: Dobrowlany, Kłubowce, Mikietyńce, Olszanica, Podłuże, Podpieczary, Przeniczniki, Studzieniec, Uhorniki, Uzin, Wołczyniec. Wymienione dobra kasztelan halicki Jan Sienieński objął po Paniowskich. 
W 1630 r. powstał w Tyśmienicy kościół i klasztor dominikanów. 
Po wojnie z Turcją, w 1679 r. Dominik Potocki sprowadził do miasta ormiańskich uciekinierów z Kamieńca Podolskiego, budując dla nich drewniany kościół pw. Najświętszej Marii Panny. 
Początek hasła w Słowniku geograficznym Królestwa Polskiego:
Tyśmienica, miasto, pow. tłumacki, 14 km na płn.-wschód od Tłumacza, między 48° 50' a 48° 56' szer. płn. i między 42° 26' a 42 0 35' dług. wsch. od F. Na płn.-zach. leżą Podpieczary, na płn. Olszanica, na wschód Kłubowce i Nadorożna, na płd. Pohonia, Pszeniczniki, Chomiakówka i Markowce, na płd.-zach. Bratkowce, na zach. Czerniejów, Chryplin i Uhorniki, (trzy ostatnie w pow. stanisławowskim). Środkiem miasta płynie Worona, dopływ Czarnej Bystrzycy. Wchodzi od płd. z Przenicznik i dąży na płn.-zach. do Podpieczar. W obrębie miasta przyjmuje od praw. brzegu pot.: Mielnicki, a od lew. Strymbę z Uniawa. Zabudowania miasta zajmują środek obszaru, dolinę Worony aż po Strymbę. Na płn. od miasta leży przedmieście Stanisławowskie, a na wsch. Tłumackie. W płn. stronie wzgórze: Mogiłka (341 m), na wsch. Bohorodecka góra (324 m). Przez miasto idzie gościniec z Stanisławowa do Niżniowa.
Własn. więk. ma roli or. 140, łąk i ogr. 318, past. 215, lasu 272 mr.; wł. mn. roli or. 3035, łąk i ogr. 2681, past. 276, lasu 85 mr. W r. 1880 było 1100 dm., 6953 mk. w gm., 18 dm., 127 mk. na obsz. d wor. (3747 gr.-kat., 848 rz.-kat., 37 orm.-kat., 2548 izr.; 3362 Rusinów, 1410 Polaków, 2405 Niemców). Par. rz.-kat. w miejscu, dek. stanisławowski. Parafię fundował w r. 1630 Mikołaj Potocki, woj. bracławski, wraz z żoną Zofią, z Firlejów. Zarząd jej oddał dominikanom (o uposażeniu parafii pisze Barącz w artykule "Tyśmienica", w dziele: "Pamiętniki dziejów polskich", Lwów, 1855, str. 225). Zaraz po akcie 'fundacyi wprowadzono dominikanów do T., a. pierwszym wikarym konwentu był ks. Szymon Okolski. Bawił on tu po raz wtóry jako przeor klasztoru w r. 1645 i tu napisał swe dzieło: "Russia flodda". Klasztor i kościół były zrazu drewniane. W r. 1676 uległy zniszczeniu podczas napadu nieprzyjacielskiego. W r. 1678 odbudowano klasztor (...)
W II Rzeczypospolitej miasto należało do powiatu tłumackiego w województwie stanisławowskim. W 1931 r. liczyła 7047 mieszkańców, w tym 1355 Polaków. Pozostali to Żydzi i Ukraińcy. W październiku 1933 roku Tyśmienica uroczyście świętowała 250. rocznicę odsieczy wiedeńskiej i z tej okazji odsłonięto tablicę pamiątkową ku czci króla Jana III Sobieskiego. 
W latach 1940–1941 okupanci sowieccy zesłali na Syberię rodziny polskich policjantów i urzędników. W sierpniu 1941 r. Ukraińska Policja Pomocnicza aresztowała 20 Polaków, w tym 10 nauczycieli, którzy następnie zostali zamordowani w Czarnym Lesie. W latach 1941–1944 z rąk nacjonalistów ukraińskich z OUN–UPA zginęło łącznie 68 Polaków. W 1944 r. dwukrotnie UPA bezskutecznie atakowała oba kościoły, w których bronili się Polacy i Ormianie. 29 lipca 1944 r. Tyśmienicę zdobyły wojska radzieckie. Jednak w wyniku bombardowania lotnictwa niemieckiego znaczna część budynków miasta została zniszczona.
Podczas okupacji hitlerowskiej, w marcu 1942 roku Niemcy utworzyli getto dla żydowskich mieszkańców. Przebywało w nim około 2000. W sierpniu 1942 roku Niemcy ostatecznie zlikwidowali getto. Żydów wywieziono do getta w Stanisławowie. 

## Urodzeni w Tyśmienicy
- Jakob Freud (ur. 18 grudnia 1815, zm. 23 października 1896 r. w Wiedniu) – ojciec słynnego filozofa i twórcy psychoanalizy Sigmunda Freuda.
- Józef Kazimierz Chirowski (ur. 11 października 1894, zm. 19 lutego 1967) – podpułkownik audytor Wojska Polskiego, adwokat, prokurator.
- Kajetan Amirowicz – generał brygady Wojska Polskiego
- Kazimierz Salewicz (ur. 1 kwietnia 1897, zm. wiosną 1940) – major piechoty Wojska Polskiego, ofiara zbrodni katyńskiej.
- Henry Roth[14] – amerykański pisarz i autor opowiadań.
- Ryszard Zuber (fr. Richard Zuber) – francuski językoznawca i logik.

## Związani z Tyśmienicą
- Mikołaj Potocki – hetman wielki koronny, właściciel Tyśmienicy (1651 r.)
- Izaak Mikołaja Isakowicz – wikary parafii w Tyśmienicy, później arcybiskup ormiański we Lwowie[15]
- Sadok Barącz – przeor dominikanów w Tyśmienicy, historyk i kronikarz
- Samuel Manugiewicz – proboszcz ormiański w Tyśmienicy i Kutach; senator II RP[16]

## Zabytki
- zamek[17]
- kościół ormiański pw. św. Kajetana (nieistniejący) – w 1791 r. na miejscu drewnianego kościoła konsekrowano nowy, murowany, wzniesiony pw. św. Kajetana. Był on jednonawowy, z dwoma wieżami na fasadzie. Ostatni proboszcz, ks. Jan Lechowski, w 1946 r., wyjechał wraz z wiernymi na Dolny Śląsk. Część wyposażenia kościelnego wraz z obrazem św. Kajetana trafiła do kościoła św. Piotra i Pawła w Gdańsku. Kościół w Tyśmienicy władze radzieckie zburzyły w latach 50., budując na jego miejscu gmach rejonowej administracji[10].
- kościół rzymskokatolicki pw. św. Mikołaja i Św. Zofii (nieistniejący) - murowany, barokowy, zbudowany wraz z klasztorem w 1630 r., konsekrowany w 1636, odnowiony w 1907 r., przekazany przez dominikanów księżom diecezjalnym w 1936 r., zburzony po II wojnie światowej[18][19].

## Babliografia
- Dominik Chirowski. Dzieje miasta Tyśmienicy. „Wschód”. 63, s. 10, 20 października 1937; 64, s. 7, 30 października 1937; 65, s. 14–15, 10 listopada 1937; s. 6, 66, 20 listopada 1937; 67, s. 6, 30 listopada 1937; 68, s. 6, 10 grudnia 1937; 69, s. 12, 20 grudnia 1937; 70, s. 6, 30 grudnia 1937.